# هات اسپرینگ (آرکانزاس)
هات اسپرینگ، آرکانزاس (به انگلیسی: Hot Spring County) یک شهرستان در ایالات متحده آمریکا است که در آرکانزاس واقع شده‌است.

## خصوصیات
هات اسپرینگ ۱٬۶۱۰٫۹۸ کیلومترمربع مساحت دارد.